# Liszt Ferenc dalai
Liszt Ferenc dalai a nagyközönség előtt viszonylag kevésbé ismertek, pedig a komponista életművében ez a műfaj is fontos: több mint nyolcvan dalt írt.

## Találkozása a műfajjal
Liszt a dal műfajának fontosságát már fiatal korában felfedezte, Franz Schubert dalai nagy benyomást tettek rá. Zongoravirtuózi karrierje idején szívesen kísérte dalestjeiken a híres párizsi énekesek, Adolphe Nourrit és Giovanni Rubini tenorokat. Ugyanakkor számos Beethoven- és Schubert-dalnak elkészítette a zongoraátiratát, amelyeket gyakran és sikerrel adott elő zongorakoncertjein. Ezzel a produkciójával az 1839. évi bécsi, a magyar árvízkárosultak megsegítésére adott koncertjén is hatalmas sikert aratott. Kiadói – a sikerre és az eladhatóságra való tekintettel – erősen szorgalmazták is ilyen irányú tevékenységét.

## Saját dalai
A műfajt ugyan kiválóan ismerte, maga azonban sokáig nem írt dalokat, pedig a társművészetek, a költészet, a képzőművészet nagy hatással volt rá, inspirálta művészetét. Komoly zeneszerzői próbálkozásai nagyjából arra az időre tehetők, amikor – természetes alkotó kényszerből fakadó elhatározással – fontolgatta a zongoravirtuózi fárasztó, kimerítő, rengeteg utazással járó életvitelének felhagyását. Első dalai még az 1840-es évek elején születtek, amire később így emlékezett vissza: „Évekkel ezelőtt születtek, apránként, darabonként, utazásaim és hangversenyeim közepette, külső életemből kiszakított, ám számomra szükségszerű pillanatokban, amikor az emóció és a fantázia írásra kényszerített. Istenem, mennyire vágytam volna rá, hogy egész további életemben más gondom ne legyen, csak énekelhessek és muzsikálhassak!”
Első dalait élettársának, a jól éneklő Marie d’Agoult-nak írta (például Johann Wolfgang von Goethe Mignons’s Lied, S.275; Heinrich Heine Die Lorelei S.273; Victor Hugo Oh! quand je dors S.282) című verseire). Hamarosan azonban már elismert, kiváló énekesek számára is írt dalokat (Joseph Tichatsek, Caroline Unger-Sabatier, Laure Cinthi-Damoreau). Weimari karmesteri időszakában többek között Franz Götze, Rosa Aghte és Feodor, később Emilie Genast énekelte a dalait.
Dalszerzői pályafutása elején még nem ragaszkodott pontosan, betűről betűre a költő szövegéhez, gyakran saját belátása szerint átírt, módosított szövegrészeket (ez oratorikus műveinél is elő-előfordult), csupán a zenei mondanivaló számított (ezeket később nagyon szégyellte). Másrészt viszont ezekről az első dalokról ezt írta egy levelében: „Korábbi dalaim többnyire túlságosan felfújtak, szentimentálisak, és gyakran túl tömött a zongoraszólamuk.” Ezek a dalok, csakúgy, mint más műveiben a kórusok, szólóénekesek szólamai, gyakran túl nehéznek bizonyultak az előadók számára. Kiadója is kérte legalább a zongoraszólam egyszerűsítését. Liszt ezt akkor nem végezte el, de később „önként” átdolgozta e daloknak a nagy részét, némelyiket többször is. Dalai egy részéből zongoraátiratot, de még zenekari hangszerelést is készített, így a dallal kapcsolatos műveinek száma százhúsz körül van. Fontos szólni az eredetileg dalnak íródott, de később a második Zarándokévek zongoraciklus (S.161) negyedik, ötödik és hatodik darabjaként ismert Petrarca-szonettekről, amelyek dalváltozatának jegyzékszáma S.270. Ugyancsak a zongoraváltozata lett ismert a Szerelmi álmok (S.541) című, eredetileg dalciklusnak készült daraboknak (S.298, S.307, S.308).
Liszt Ferenc dalainak jelentős részét német és francia költők művei felhasználásával írta, kevesebbet olasz, sokkal kevesebbet angol és magyar versekre. Liszt ugyan nem kedvelte Goethe költészetét, elismert zeneszerző elődei és kortársai azonban sorra zenésítették meg a költő verseit, így Liszt sem maradhatott ki a sorból, különösen nem Weimarban (példaként Mignon dala; Vándor éji dala, S.279; A tulei király balladája, S.278). Elismerte viszont Heine művészetét, bár személyes kapcsolatuk egy idő után megromlott. Liszt ennek ellenére számos Heine-költeményéből írt dalt (például Loreley; Reggel felkelek és kérdem, S.290; Dalaimban méreg izzik S.289). Liszt csodálta Victor Hugót, és így nem csoda, hogy az ő versei közül is többől dalt írt (La tombe et la rose, S.285; Oh! quand je dors; Le crucifix, S.342) – utóbbit már idősen, pár évvel a halála előtt komponálta).

## Liszt dalainak méltatása
A Liszt-dalok nem tartoznak szerzőjük legerőteljesebb és népszerű alkotásai közé, de a szakértők értékelik ezeket. Vannak, akik a fiatalkori, a versek prozódiáját sok esetben figyelmen kívül hagyó változatokat értékelik jobban, mások a későbbiekben átdolgozott, az érett komponista kezejegyét magukon viselő dalváltozatokat helyezik előbbre. Különösen a francia nyelvű dalok tűnnek ki frissességükkel, üdeségükkel. Liszt dalai, kötetbe szerkesztett opusai nem számítanak dalciklusnak, ez alól csak a Schiller műveinek felhasználásával készült Tell-dalok (S.292) jelentenek kivételt.